# Langenhorst
Langenhorst ist ein Stadtteil der Stadt Ochtrup. Der ein Kilometer von Ochtrup entfernte Stadtteil liegt an der Vechte und hat eine Verbindung zur Bundesstraße 54 (Richtung Steinfurt). Langenhorst gilt als ein typisches Straßendorf.

## Geschichte
Erstmals urkundlich erwähnt wurde der Ort im Jahre 1178, als dort Franko von Wettringen ein Kloster zu Ehren Johannes des Täufers gründete und erbauen ließ. Es wurde auf den Ruinen einer ehemaligen Burg gebaut, sodass man davon ausgehen kann, dass der Ort noch älter ist. Heute befindet sich an dieser Stelle die Stiftskirche zu Langenhorst.
Bemerkenswert war der große Einfluss des Stiftes auf das Umland. Nach Gründung des Stiftes ließ die Äbtissin zu Langenhorst für ihr Kloster eine eigene Mühle errichten. Sie verlangte von Ochtrup, dass auch die übrigen Eingesessenen der Gemeinde ihr Getreide in Langenhorst mahlen lassen sollten. Hierdurch wuchsen die Mahlgelder beträchtlich. Der Streit dauerte bis 1735, als endlich
„aufm Wall binnen Ochtrupff“ die Stadtmühle errichtet werden durfte. Die Langenhorster gaben nicht nach und erreichten, dass ab 1761 bis zur Aufhebung des Stiftes 1808 die Gemeinde Ochtrup jährlich 30 Taler als Entschädigung zu zahlen hatte. Die Mühle wurde erst Ende des 19. Jahrhunderts abgebrochen und durch zwei neue (auf dem Berg und in der Weiner) ersetzt.
Mit großen finanziellen Anstrengungen der Langenhorster gelang es 1830 dem damaligen Pfarrer Theodor Mühren ein Lehrerseminar einzurichten, um somit jungen Männern aus „ganz Westfalen Ausbildung, Unterkunft und Beköstigung zu gewähren“. Die Leitung dieses Seminars oblag immer dem Pfarrer von Langenhorst. Aus dem Lehrerseminar erwuchs später die Provinzial-Taubstummenanstalt Langenhorst. 1876 wurde dem Lehrerseminar noch eine Präparandie (Vorbereitungskurs) vorgeschaltet. In diesem Gebäude befindet sich heute der Kindergarten. Da der kleine Ort den angehenden Lehrern nicht genügend praktische Möglichkeiten bieten konnte, wurde das katholische Lehrerseminar 1882 nach Warendorf verlegt, während die Präparandie noch bis 1907 in Langenhorst verblieb.
Am 1. Juli 1969 wurde Langenhorst nach Ochtrup eingemeindet.

## Persönlichkeiten
- Wilhelm Weber  (1889–1963), geboren in Langenhorst, katholischer Geistlicher, Pastor in Hövel, war von 1943 bis 1945 wegen „staatsabträglichen Verhaltens“ in Münster und im KZ Dachau inhaftiert.
- Franz Weber (1894–1955), geboren in Langenhorst, Jurist und Staatssekretär im Bundespostministerium.

## Sehenswertes
- Stiftskirche St. Johannis von 1230
- Wehr. Das Wehr in Langenhorst ist historisch bedeutsam und hat dem Ort einige Hochwasser erspart.
- der alte Fachwerkspeicher genannt Spieker aus dem Jahre 1905
- ehem. Präparandie des Lehrerseminars (heute Kindergarten)

## Vereine und Organisationen
- Schützenverein Langenhorst 1651 e. V.
- SpVgg Langenhorst-Welbergen
- Freiwillige Feuerwehr Ochtrup, Löschzug Langenhorst
- ASV "Gut Fang" Langenhorst e. V.

## Verkehr
Der Haltepunkt Langenhorst lag an der Bahnstrecke Ochtrup–Rheine. Die Bahnstrecke ist mittlerweile stillgelegt und auf der ehemaligen Trasse befindet sich nun ein Bahntrassenradweg, welcher Teil des Projekts "Triangel" des Kreises Steinfurt ist.
Nächster Bahnhof ist der Bahnhof Ochtrup an der Bahnstrecke Münster–Enschede.